# SWORDS

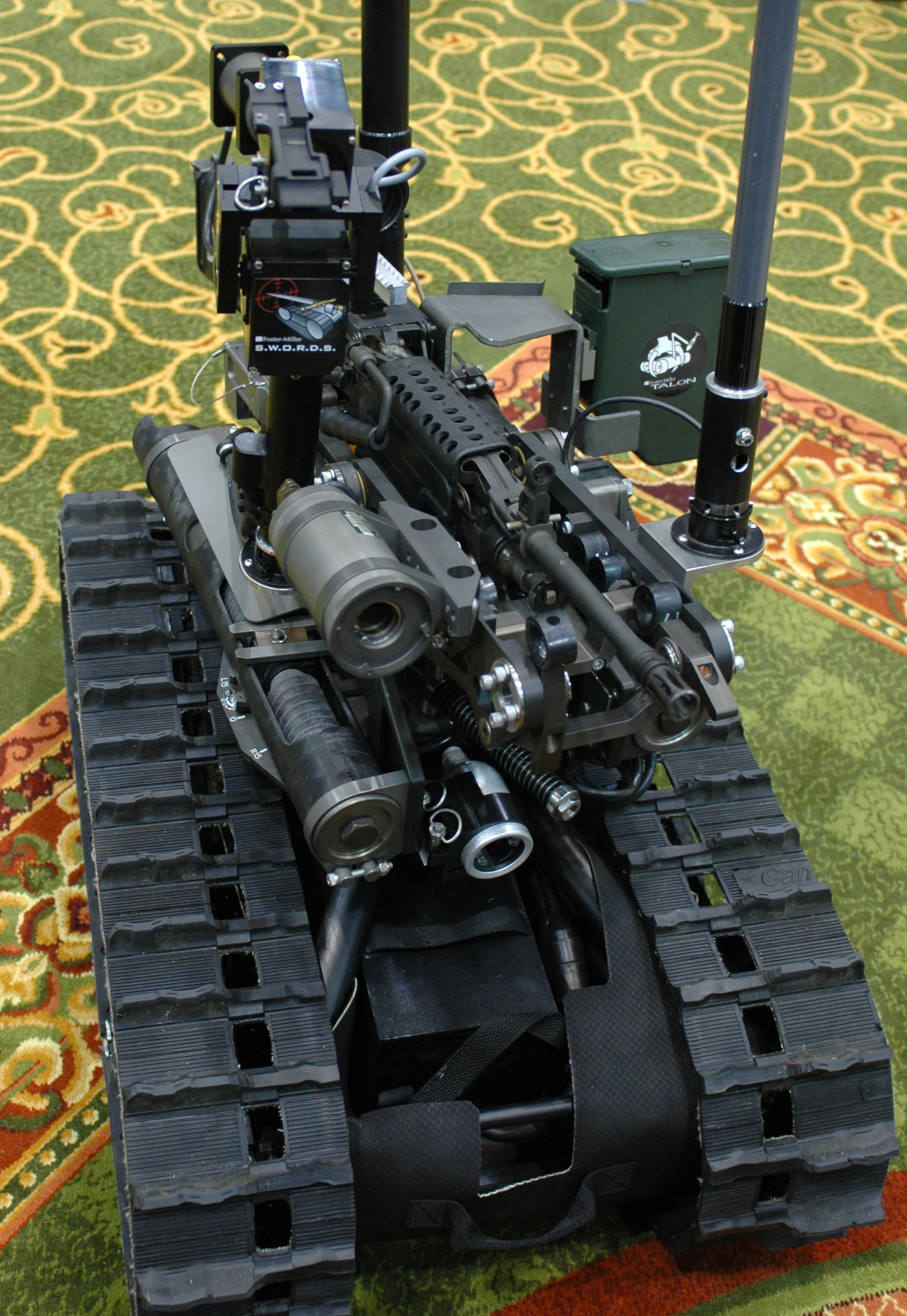
SWORDS-gevechtsrobot

SWORDS (Special Weapons Observation Reconnaissance Detection System) is een op afstand bestuurbaar bewapend robotsysteem, sinds 2004 in gebruik bij het Amerikaanse leger. De robot is vooral ontwikkeld om door onbemande verkenningen en opruiming van explosieven verliezen aan het oorlogsfront te beperken. SWORDS is ontwikkeld uit de TALON, een explosievenopruimingsrobot.
SWORDS is een van de eerst operationeel ingezette bewapende onbemande voertuigen.

## Eigenschappen
- Robot heeft rupsbanden die toelaten op modder, sneeuw en andere zachte materialen te rijden.
- Kan zowel dag als nacht ingezet worden
- heeft als bewapening ofwel M202, M249, M240, M16, M107 of 6 lopen M232.
- kan trappen op rijden
- afstandsbediening is ter grootte van een aktetas
- batterij is na 4 uur leeg als de robot actief is, in stand-by modus 7 dagen
- weegt 27kg in de configuratie voor verkenning, snelheid 8 km/u